# Istituto Peterson per l'Economia Internazionale
Il Peterson Institute for International Economics, precedentemente  Institute for International Economics (Istituto per l'Economia Internazionale) è un think tank indipendente e privato che si concentra su questioni economiche internazionali. Ha sede a Washington.

## Storia
L'istituto Peterson contribuisce al dibattito sulle politiche economiche internazionali attraverso la pubblicazione di articoli di ricerca e di libri e conferenze e incontri di discussione.
Sin dal suo inizio, è stato diretto da C. Fred Bergsten, ex Segretario assistente per gli affari internazionali del Dipartimento del Tesoro degli Stati Uniti d'America, che ne fu il creatore nel 1981 con il sostegno del German Marshall Fund. Dal 1º gennaio 2013, il suo successore è Adam Posen.